# Белоновский, Георгий Дмитриевич
Георгий Дмитриевич Белоновский (5 марта 1875 года, Лубны, Полтавская губерния, Российская империя — 25 июля 1950 года, Ленинград, СССР) — российский и советский микробиолог, эпидемиолог, член-корреспондент АН СССР (1929).

## Биография
Родился 5 марта 1875 года в Лубнах Полтавской губернии.
В 1899 году окончил Императорскую медико-хирургическую академию.
В 1902 году защитил докторскую диссертацию «О влиянии специфической гемолитической сыворотки на искусственное и естественное малокровие».
С 1905 по 1907 годы — работа за границей, в лаборатории И. И. Мечникова в Институте Пастера (Париж), в лабораториях Ю. Моргенрота и Э. Сальковски (Берлин), Э. Маральяно (Генуя), А. Райта (Лондон).
С 1907 по 1921 годы — заведующий лабораторией Морского госпиталя в Кронштадте.
С 1908 года — приват-доцент, а с марта 1917 года — профессор, заведующий кафедрой бактериологии Императорского клинического института Великой княгини Елены Павловны, в 1924 году институт получил новое название — Ленинградский государственный институт для усовершенствования врачей (ЛенГИДУВ).
В 1929 году избран членом-корреспондентом Академии Наук СССР.
В 1936 году стал деканом санитарно-гигиенического факультета института.
14 августа 1938 г. — арест по обвинению в участии в контрреволюционной диверсионно-террористической организации микробиологов; постановлением от 19 ноября 1939 года обвинение было снято, принято решение о прекращении дела, был освобожден, был восстановлен в должности профессора ЛенГИДУВ.
Возглавлял кафедру бактериологии и эпидемиологии (с 1938 г. — кафедра микробиологии) ЛенГИДУВ до конца своей жизни.
Умер 25 июля 1950 года в Ленинграде, похоронен на Большеохтинском кладбище.

## Научная деятельность
Автор более 60 научных трудов по эпидемиологии, проблемам иммунитета и медицинской бактериологии, в том числе ряда работ по экспериментальному обследованию чумы.
Основные труды посвящены вопросам химиовакцинотерапии, изучению клеточного иммунитета, предложил метод иммунизации против скарлатины путем пульверизации вирус-токсина (1927).
Ему принадлежит первое в СССР (совместно с В. А. Таранухиным, 1918) сообщение о том, что возбудителем гриппа является не палочка Пфейффера, а вирус.
Описал первый опыт применения противобрюшно-тифозных прививок в России, выдвинул гипотезу о том, что возбудителем гриппа является фильтрующийся вирус, был одним из главных инициаторов кальметтизации (противотуберкулезной вакцинации для новорожденных) в СССР.
Принимал участие в борьбе с эпидемиями: цинги (1899 г., Поволжье), холеры (1908—1910 гг., Кронштадт), чумы (1917 г., Трапезунд), сыпного и возвратного тифа (1918—1922 гг., Одесса).

## Награды
- Заслуженный деятель науки РСФСР (1935)
- Орден Трудового Красного Знамени (4 марта 1945) — за многолетнюю плодотворную научно-педагогическую деятельность в области медицины, в связи с 70-летием со дня рождения